# Адсорбция
Адсорбция е явление, при което става концентриране на дадено вещество на повърхността, разделяща две фази. Това се дължи на различното обкръжение на частиците на повърхността (в сравнение с тези, изграждащи вътрешността на дадена фаза), при което част от силовото им поле остава некомпенсирано. Адсорбция се наблюдава на границата между различни фази: течност-газ, течност-течност (при несмесваеми течности), твърдо-газ и твърдо-течност или разтвор. В практиката широко приложение има адсорбцията върху твърда повърхност.
Веществото, върху чиято повърхност се адсорбират молекули или йони на друго вещество, се нарича адсорбент. Най-често използвани адсорбенти са активният въглен, силикагелът, каолинът, алуминиевият оксид и др. Колкото по-голяма е повърхността на адсорбента, толкова в по-голяма степен се проявява адсорбцията.
Адсорбцията не протича равномерно по цялата повърхност, а предимно върху определени места, наречени активни центрове. Затова понякога адсорбентите се обработват така, че да се увеличи броят на тези центрове. Това са различни грапавини, върхове и падини, които са енергетично по-богати от останалите части на повърхността.
Веществото, което променя своята концентрация на граничната повърхност, се нарича адсорбтив. Такива са най-често газове и разтворени вещества. Цялата система от адсорбента и адсорбтива се нарича адсорбат.
В някои случаи частиците от адсорбираното вещество проникват и в обема на адсорбента. Тогава явление се нарича абсорбция. Това са случаите, когато между адсорбента и адсорбтива се извършва химично взаимодействие, например адсорбция на CO2 и SO2 в натронкалк (смес от твърди CaO и NaOH). Някои метали адсорбират водород и други газове. Общо явленията адсорбция и абсорбция се наричат сорбция, а термините сорбент, сорбтив и сорбат обхващат двата случая.

## Физична адсорбция
При физичната адсорбция силите, които действат между адсорбента и адсорбтива, са вандерваалсови. Физичната адсорбция се извършва много бързо. Тя е екзотермичен процес, но адсорбционната топлина е малка – 10 – 20 kJ/mol. Адсорбираните молекули при този вид адсорбция запазват своята индивидуалност и продължават да извършват топлинното си движение в две посоки по повърхността на адсорбента. Тези молекули, които имат голяма скорост, могат да напуснат повърхността и да се десорбират. Обратно, молекули от обкръжаващата среда, удряйки се върху повърхността на адсорбента могат да се задържат и да се адсорбират. Тези два процеса протичат едновременно и когато техните скорости се изравнят, в системата се установява равновесие. Адсорбционното равновесие е динамично и при промяна на външните условия се измества към увеличаване или намаляване на адсорбираното вещество.
Слабите вандерваалсови сили при физическата адсорбция определят известна универсалност на този вид адсорбция. Често един и същ газ се адсорбира върху повърхността на различни адсорбенти практически по един и същ начин за дадени условия.
Физичната адсорбция става при температури, по-ниски от температурата на кипене на адсорбтива. Колкото е по-ниска тази температура, толкова по-слабо се адсорбира газът при други еднакви условия.

## Химична адсорбция
Химичната адсорбция се различава от физичната по това, че при нея става прегрупиране на електрони между адсорбента и адсорбтива, вследствие на което се формират химични връзки. Това определя и по-голямата адсорбционна топлина на химичната адсорбция в сравнение с тази на физичната адсорбция.
Химичната адсорбция, за която е необходима активираща енергия, се извършва при по-висока температура от физичната. Такава химична адсорбция се нарича активирана. Хемисорбцията на много газове върху метални повърхности се извършва лесно, без да е необходима активираща енергия. Хемисорбцията обаче върху сулфиди и оксиди се извършва бавно, тъй като за нея е необходима активираща енергия. Тази енергия може да се определи от арениусовата зависимост, като се измерва скоростта на адсорбцията. Активиращата енергия при химична адсорбция е от порядъка на активиращата енергия при химичните реакции.
Между различните видове адсорбция не може да се постави рязка граница. Понякога се наблюдават двата вида адсорбция при една и съща система. Обикновено активираната хемисорбция се предшества от физична адсорбция.